# 森康二
森 康二（もり やすじ、1925年1月28日 - 1992年9月4日）は、日本のアニメーター、キャラクターデザイナー、絵本作家。日本アニメーション所属。森やすじ、もりやすじという表記も使用した。

## 人物
鳥取県鳥取市出身。台湾で幼少期を過ごす。東京美術学校（現・東京芸術大学）卒業。
政岡憲三に師事しアニメーションを学ぶ。日本における初期の本格的な商業用アニメーション製作会社・東映動画（現・東映アニメーション）に発足当初から参加し、同社草創期の作画部門において大工原章らとともに指導的な役割を果たす。以後長年にわたり、数々の児童向けアニメーション映画・テレビ番組制作に携わる。
日本アニメーションに所属してからは、アニメーション制作の他に新人、若手アニメーターの教育や指導も行っていた。日本アニメーション作品の他にも他社のアニメーション制作を手伝っている事も多かった。
アニメーション制作に対する真摯な姿勢と誠実な人柄により、大塚康生、高畑勲、小田部羊一、宮崎駿ら、数多くの後進に影響を与えてきた。その中には「アニメーションの神様」という最大限の表現をもって讃える関係者も少なくない。特に動物キャラを得意としたことで知られる。

## 略歴
- 1925年1月28日 - 鳥取県鳥取市にて出生。幼少期を台湾で過ごす。
- 1948年 - 東京美術学校（現・東京芸術大学）建築科卒業。卒業制作は動物園の設計。
- 1948年 - 日本動画（社長・山本早苗）入社。政岡憲三に師事する。この他同社には、藪下泰司、熊川正雄らが在籍していた。
- 1950年 - 縫夫人と結婚。
- 1950年 - 経営不振により日本動画は社員全員を解雇。小学館の学年誌から挿絵の仕事を請け負ったり、一時西武百貨店宣伝部に勤務するなどして糊口をしのぐ。
- 1956年 - 再建された日動映画に再入社。同年東映傘下に入り、東映動画に改組される。
- 1973年 - 東映動画退社。ズイヨー映像に移籍。
- 1975年 - 日本アニメーション所属となる。
- 1992年9月4日 - 肝臓癌のため死去。67歳没。

## 主な作品
- トラちゃんと花嫁（1948年）彩色・動画
- ポッポやさん のんき駅長（1948年）動画
- ポッポやさん のんき機関士（1949年）動画
- 小人と青虫（1950年）原画
- ありとはと（1953年）原画
- 子うさぎものがたり（1954年）原画・演出
- かっぱ川太郎（1954年）動画
- うかれバイオリン（1955年）原画
- 黒いきこりと白いきこり（1956年）脚色・原画
- こねこのらくがき（1957年）原画・絵コンテ
- 白蛇伝（1958年）原画
- こねこのスタジオ（1959年）演出・原画
- 少年猿飛佐助（1959年）原画
- 西遊記（1960年）原画
- 安寿と厨子王丸（1961年）原画
- ねずみのよめいり（1961年）監修
- もぐらのモトロ（1962年）監修
- わんぱく王子の大蛇退治（1963年）作画監督
- わんわん忠臣蔵（1963年）原画
- ガリバーの宇宙旅行（1965年）原画
- 宇宙パトロールホッパ（1965年）作画監修・作画監督
- ハッスルパンチ（1965年 - 1966年）原案・作画監督
- 001/7親指トム（1967年）原画・作画監督
- 太陽の王子 ホルスの大冒険（1968年）原画
- 長靴をはいた猫（1969年）作画監督
- ちびっ子レミと名犬カピ（1970年）原画
- どうぶつ宝島（1971年）作画監督
- アリババと40匹の盗賊（1971年）原画
- ながぐつ三銃士（1972年）作画監督
- 魔犬ライナー0011変身せよ!（1972年）原画
- マジンガーZ（1972年 - 1974年）原画
- パンダの大冒険（1973年）原画
- 山ねずみロッキーチャック（1973年）キャラクターデザイン・作画監督
- アルプスの少女ハイジ（パイロット・フィルム）（1973年）キャラクターデザイン・原画
- アルプスの少女ハイジ（1974年）オープニング作画
- 世界名作劇場
  - フランダースの犬（1975年）キャラクターデザイン・オープニング作画
  - ペリーヌ物語（1978年）レイアウト
  - 小公女セーラ（1985年）レイアウト監修[3]
- 草原の少女ローラ（1975年 - 1976年）キャラクターデザイン
- シートン動物記 くまの子ジャッキー（1977年）キャラクターデザイン
- 未来少年コナン（1978年）原画
- 星の王子さま プチ・プランス（1978年 - 1979年）作画監督
- シートン動物記 りすのバナー（1979年）キャラクターデザイン
- トンデモネズミ大活躍（1979年）キャラクターデザイン[4]
- のどか森の動物大作戦（1980年）キャラクターデザイン
- フーセンのドラ太郎（1981年）キャラクターデザイン
- ワンワン三銃士（1981年 - 1982年）レイアウト監修
- アルプス物語わたしのアンネット（1983年）エンディング作画
- ふしぎなコアラブリンキー（1984年）レイアウト監修
- ふしぎの国のアリス（1984年 - 1985年）レイアウト監修
- 青春アニメ全集（1986年）キャラクター監修・レイアウト監修・キャラクターデザイン（第12・13話「路傍の石」）
- サンゴ礁伝説 青い海のエルフィ（1986年）場面設定
- 瞳のなかの少年 15少年漂流記（1987年）監修
- グリム名作劇場（1987年 - 1988年）レイアウト監修（第5話「赤ずきん」）・キャラクターデザイン（第5話「赤ずきん」、第9話「ゆき白とばら紅」、第18話「野ばら姫」）
- 新グリム名作劇場（1988年 - 1989年）キャラクターデザイン（第8話「狼と狐」・第20話「みそさざいと熊」）
- ちびまる子ちゃん（パイロット・フィルム）（1990年）原画
- おおかみと7ひきのこやぎ（1993年）監督・キャラクターデザイン

## 著作
- 『森やすじの動物カット集』（小学館、1980年）
- 『アニメーターの自伝 もぐらの歌』（徳間書店、1984年）
- 『もりやすじ画集』（アニドウ、1993年）
- 『もぐらノート〜もりやすじ画集2』（アニドウ、2006年）
- 『絵本 ふしぎなかばん』（アニドウ、2011年、復刻版）
- 『もりやすじの世界展』図録（アニドウ、2011年）
- 『もぐらのスタジオ～もりやすじ画集3』（アニドウ、2013年）
- 『もぐらのアトリエ～もりやすじ画集4』（アニドウ、2020年）